# كرتون نتورك (تركيا)
كرتون نتورك (بالتركية: Cartoon Network Türkiye)‏ هي قناة رسوم متحركة تركية موجهة للاطفال وعموم الجمهور التركي، بدأت البث في 28 يناير عام 2008. تبث في تركيا وجمهورية شمال قبرص. وترجع ملكية القناة لرجل الأعمال التركي دوغان يايين، حيث يمتكلها بموجب ترخيص من تيرنر لأنظمة البث - أوروبا (بالإنجليزية: Turner Broadcasting System Europe)‏.

## التاريخ
في أواخر عام 2007 اتفقت قنوات شبكة كرتون نتورك والمسؤولين في نظام تيرنير للبث مع الاتفاق مع المسؤولين في منظمة البث والاعلام في تركيا على فتح قناة تابعة لشبكة قنوات كرتون نتورك ولنظام تيرنر للبث تبث برامج كرتون نتورك للجمهور التركي وفي يوم 28 يناير لعام 2008 تم البث وبثت قناة كرتون نتورك (تركيا) أول ظهور لها على التلفاز التركي في ذلك اليوم، مناطق بث القناة هي تركيا وقبرص الشمالية أو قبرص التركية وقبرص وأذربيجان ويقع مقرها في مدينة إسطنبول وتحتفل القناة في كل عام بيوم 28 من شهر يناير لأنه يوم أول بث لها فيه.

## البرامج
- غامبول
- وقت المغامرة
- بن 10
- الدببة الثلاثة
- فتيات القوة
- ليث ذاكينغ
- أبل و انيون
- يونيكيتي!
- ابطال التايتنز انطلقوا
- الكابتن ماجد
- اوكيه كيو فلنكن ابطالا
- العرض العادي
- توم و جيري
- فريندز فتيات في مهمة
- العم جدو
- تنانين سباق إلى الحافة
- السنابل نيوز ( تركيا )